# Anibal Alzate
Aníbal Alzate Sosa (Medellín, 31 de janeiro de 1933 - 31 de março de 2016) foi um futebolista colombiano que atuava como defensor.

## Carreira
Anibal atuou toda sua carreira no futebol colombiano, no Tolima, de 1955 até 1967.

## Seleção nacional
Anibal Alzate fez parte do elenco da Seleção Colombiana de Futebol, na Copa do Mundo de  1962, atuando as 3 partidas do país na competição. 